# 極楽寺 (さぬき市)
極楽寺（ごくらくじ）は香川県さぬき市長尾東に在する真言宗大覚寺派別格本山の寺院。時に通称として院号の宝蔵院（ほうぞういん）が使われることがある。山号は紫雲山。本尊は薬師如来。さぬき三十三観音霊場第八番札所で、同巡礼における参拝本尊は聖観世音菩薩。

## 概要
寺の伝承によると729年（天平元年）行基によって寒川郡石田郷（現在のさぬき市寒川町石田東）によって法相宗の寺院として開基されたと伝わる。しかし809年（大同4年）に火災によって焼失。
821年（弘仁12年）に嵯峨天皇の勅命の元、空海によって寒川郡鴨部郷東山（現在のさぬき市鴨部（かべ））に真言宗の灌頂道場として再興され、上方に長福寺、下方に来覚寺を塔頭として設置した。824年（天長元年）に淳和天皇勅願所となり紫雲山の山号と宝蔵院の院号を賜る。903年（延喜3年）に醍醐天皇より法務門主の責務を賜り東讃4郡の談儀所となった。そして、天慶2年（929年）朱雀天皇の勅旨讃岐四談議所（他は、萩原寺・無量寿院・香西寺）の一つとなったが、1336年（延元元年）に再び火災により焼失、長福寺のみが残った。鴨部の現地には現在も小字名として「談儀所」の地名とその由来を記した石碑が残っている。
延元４年（1339）、現在の極楽寺の地に存在していた末寺に燈明を移して移転再興し現在に至っている。

## 伽藍
- 山門
- 手水場：山門を入り西側
- 鐘楼：山門を入り東側
- 本堂（金堂）：本尊薬師如来
- 講堂：本堂の南側
- 庫裡
  - 納経所：庫裡直結
  - 観音堂：庫裡直結・さぬき三十三観音霊場巡礼における参拝所
- 仏堂（平建仏塔）
- 収蔵庫
- 清瀧権現社（伽藍境内鎮守、本堂北東側奥）

- 墓地：講堂の南側
- 石仏（伽藍内、本堂前および手水場横に複数基）

- トイレ

## 極楽寺跡

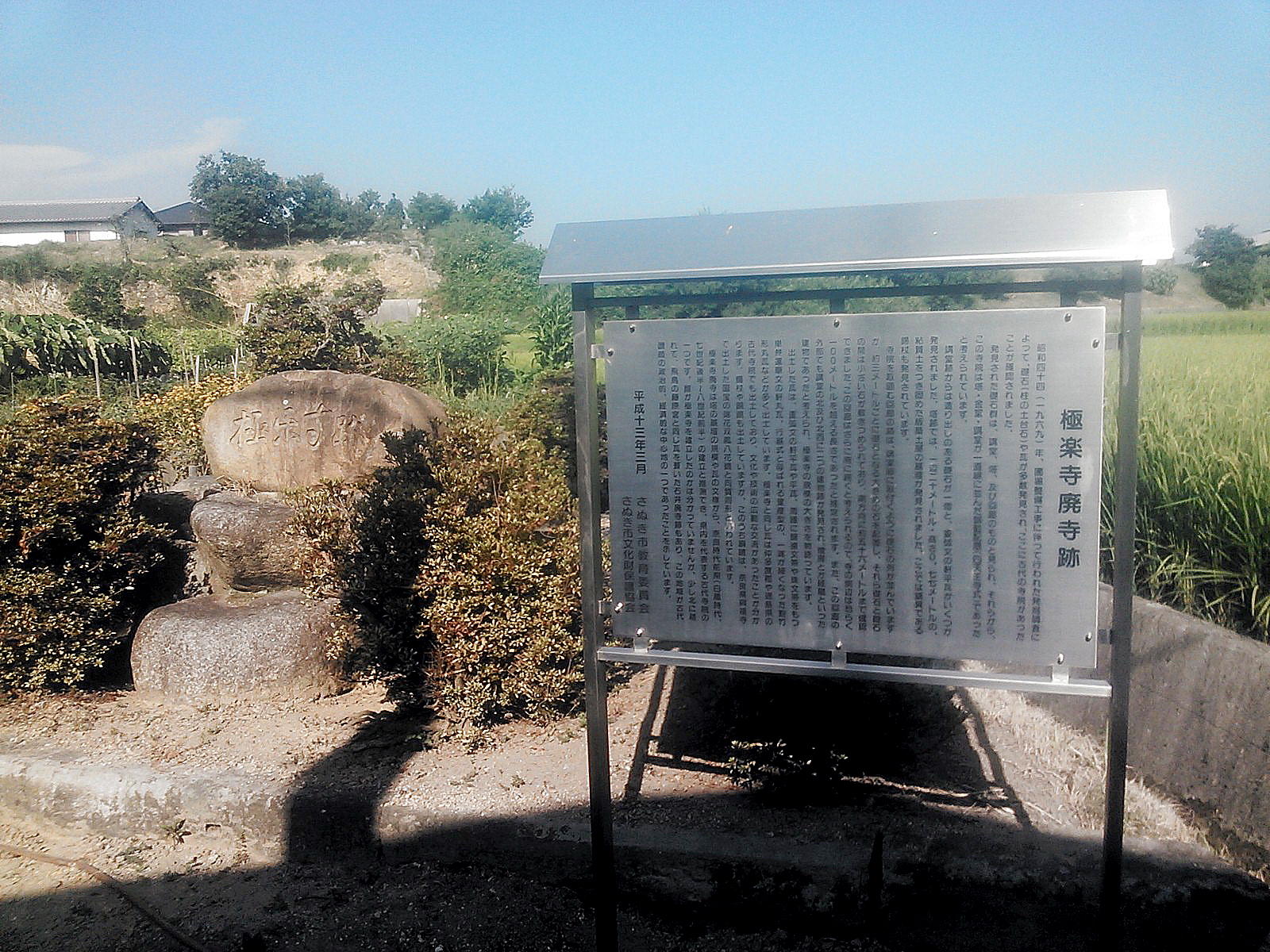
極楽寺廃寺跡（さぬき市石田東）

極楽寺跡（ごくらくじあと）は、香川県さぬき市寒川町石田東にある、最初に創建された極楽寺の跡地とされる遺構跡。極楽寺廃寺跡（ごくらくじはいじあと）とも称する。現在は調査が終了し、一帯は田園地帯として造成されているが、同地には跡地を示す石碑とさぬき市教育委員会による解説版が設置されている。
一帯は明治時代より極楽寺の遺構として複数の品が出土していたが、1969年（昭和44年）当時の寒川町によって周辺の圃場整備事業が行われる事となった。これに伴い遺跡発掘調査が行われる事となり、この調査から往時の建築構造を把握するに足る複数の礎石が発見され、現地が古代の寺院の跡地であったことが確認された。
この調査によって、創建当初の極楽寺は仏塔・金堂（本堂）・講堂が一直線に並んだ四天王寺式の伽藍配置を持っていたことが判明し、寺の側面は100メートルを超えるものと見られた。講堂の北と北西にも建築物の跡が見られ、これらは僧房・経堂と考えられている。建立に関して建設者は明らかにならなかったが、様式や出土品から建設年代は白鳳期（飛鳥時代後期、7世紀後半から8世紀前半ごろ）と推定されており、このことにより極楽寺は香川県でも有数の歴史を持つ古刹として認められる。
なお、本遺跡が存在する事から、周辺南部（門入ダム北側）にある小字名には極楽寺に由来する「極楽寺」の地名が遺されている。

## 文化財
重要文化財
- 絹本著色両界曼荼羅図

鎌倉時代の作とみられる。1966年（昭和41年）6月11日指定。
- 木造薬師如来立像

平安時代の作とみられる。鴨部東山に在した時代より本尊として安置されていた古記録があることから、それ以前よりの作とされている。1901年（明治34年）3月27日指定。
香川県指定有形文化財
- 木造薬師如来坐像

鎌倉時代の作と伝わる。寒川郡石田町に在していた小倉寺（石田八幡宮別当寺）の本尊であったが、明治期の神仏分離により小倉寺が排撃されたことで極楽寺へと託された。極楽寺には本像の他に不動明王像と毘沙門天像などが小倉寺より移されたとされている。
さぬき市指定有形文化財
- 極楽寺鉄錫杖

明治9年に石田東の極楽寺跡より農作業中に掘出された鍛鉄鋳造の錫杖。物品および出土地より極楽寺のものとされ、同寺で保管されている。
- 唐花双鸞八花鏡

明治18年に石田東の極楽寺跡より農作業中に掘出された銅鏡。興福寺様式と同様の意匠を持つ。奈良時代頃に用いられていたものとされる。

## 前後の札所
さぬき三十三観音霊場
7 萬生寺 -- (22.4km)-- 8 宝蔵院（極楽寺） -- (2.7km)-- 9 圓光寺

## アクセス

### 公共交通機関でのアクセス
大川バス引田線「清水」停留所下車。徒歩約650m、約10分。
- バス停下車後、バス停東側の交差点を南下（右折）。さぬき東街道上の押ボタン信号交差点を横断したのち、同街道を東行（左折）して約220m。

高松琴平電気鉄道長尾線長尾駅下車。徒歩約2km、約25分。
- 長尾駅から南下直進。大川バス本社前交差点を東行（左折）して、長尾街道を直進し長尾東交差点（ハローワークさぬき前）にて香川県道・徳島県道3号志度山川線を大窪寺・亀鶴公園方面へと南下（右折）。さぬき東街道・長尾中央交差点を横断後に東行（左折）し650m直進。

### 自家用車等でのアクセス
さぬき東街道（香川県道10号高松長尾大内線バイパス本線）沿い。寺院山門前に駐車場あり。
- さぬき東街道・下通り交差点より西へ150m
- さぬき東街道・長尾中央交差点より東へ650m